# Law & Order True Crime
Law & Order True Crime ist eine US-amerikanische True-Crime-Fernsehserie. Die Anthologie-Serie soll sich pro Staffel mit je einem neuen realen Kriminalfall befassen.
Die deutschsprachige Erstausstrahlung hat am 19. April 2018 beim Bezahlsender 13th Street begonnen.

## Produktion, Ausstrahlung und Inhalt
Die erste Staffel trägt den Untertitel Die mörderischen Menendez-Brüder (englisch: „The Menendez Murders“, deutsch wörtlich: „Die Menendez-Morde“) und erzählt die Geschichte der Brüder Lyle und Erik Menendez.

## Besetzung

### Hauptbesetzung
- Edie Falco als Leslie Abramson
- Gus Halper als Erik Menendez
- Miles Gaston Villanueva als Lyle Menendez

### Nebenbesetzung
- Anthony Edwards als Judge Stanley Weisberg
- Julianne Nicholson als Jill Lansing
- Harry Hamlin als Barry Levi
- Carlos Gómez als José Menendez
- Sam Jaeger als Detective Les Zoeller
- Josh Charles als Dr. Jerome Oziel
- Sterling Beaumon als Glenn Stevens
- Ben Winchell als Donovan Goodreau
- Molly Hagan als Joan Vandermolen
- Lolita Davidovich als Kitty Menendez
- Chris Bauer als Tim Rutten
- Heather Graham als Judalon Smyth
- Elizabeth Reaser als Deputy District Attorney Pam Bozanich
- Larry Cedar als Milton Andersen
- Ezra Buzzington als Deputy District Attorney Elliott Alhadeff
- Raphael Sbarge als Jon Conte
- Taylor Kalupa als Anna Eriksson
- Jenny Cooper als Megan Lang